# Fysiologisk brændværdi
Fysiologisk brændværdi (eng. physiological fuel value) er et mål for, hvor meget energi en bestemt mængde af en fødevare bidrager med i det menneskelige legeme til opvarmning, bevægelse og vedligeholdelse af væv. Der tages hensyn til, at en del af energien i kosten ender uudnyttet i afføring og urin. En fødevares fysiologiske brændværdi er altid mindre end dens kalorimetriske brændværdi, idet energiholdige stoffer udskilles i afføring og urin.
At den af kroppen brugbare energi i en fødevare (eng. available/metabolizable energy) adskiller sig fra fødevarens kalorimetriske energi (altså den energi der frigives ved en fuldstændig forbrænding/oxidation) var bekendt allerede omkring 1900. På dette tidspunkt offentliggjorde Professor W.O. Atwater og hans kollegaer en række publikationer om fødevarers energi og fordøjelighed, og deres resultater har stadig betydning i dag, hvor man i den engelsksprogede litteratur henviser til Atwaters generalized factors for metabolizable energy som lyder 4-9-4 kcal/g for hhv. protein, fedt og kulhydrat. Disse faktorer anvendes stadig, bl.a. på varedeklarationer.

## Definitioner

### Metabolizable energy
Den fysiologiske brændværdi for et næringsstof beregnes med udgangspunkt i dets såkaldte metabolizable energy (også kaldet available energy), der defineres således
ME = TE – (FE + UE)
hvor 
- ME (metabolizable energy) er den energi der bruges til at opretholde legemstemperaturen, bevægelse og dannelse af nyt væv
- TE (total energy) er den indtagne kalorimetriske energi
- FE og UE er afføringens hhv. urinens kalorimetriske energi

### Fysiologisk brændværdi
Den fysiologiske brændværdi defineres ME/m, hvor m er massen af det indtagne næringsstof (til sammenligning er den kalorimetriske brændværdi defineret TE/m).
ME for et enkelt næringsstof kan dog ikke måles direkte, da det ville omfatte, at en forsøgsperson skulle ernære sig alene med dette (ensidig og usund kost).

### Apparent digestibility coefficients (ADC)
Atwater og hans efterfølgere indså, at næringsstoffer (f.eks. forskellige proteiner, fedtstoffer og kulhydrater) i forskellig grad optages i kroppen. Apparent digestibility coefficient (ADC) for et næringsstof er et mål for dette og defineres som følgende forhold mellem kalorimetriske energier
{\displaystyle {\mbox{ADC}}={\frac {{\mbox{E i naeringsstof}}-{\mbox{E fra naeringsstof i affoering}}}{\mbox{E i naeringsstof}}}\,}
Ved at lade forsøgspersoner spise efter forskellige, simple sammensatte kostplaner og ved hjælp af statistiske metoder er det muligt at bestemme ADC for specifikke næringsstoffer.

## Beregning af fysiologisk brændværdi vha. ADC
Den fysiologiske brændværdi for et næringsstof beregnes nu ved at
- bestemme totale/kalorimetriske brændværdi ved at afbrænde en bestemt masse m af næringsstoffet i kalorimeter og beregne TE/m
- kun for proteiner: kompensere den fundne værdi for tab i urin (se nedenfor)
- gange værdien med ADC

For proteiner: Det bemærkes, at energien i urin ikke modregnes i beregningen af ADC. Det påvirker ikke resultaterne for fedtstoffer og kulhydrater, da disse stoffer ikke udskilles i urinen fra raske personer. Det kræver dog en særlig hensyntagen ved proteiner, da disse indeholder nitrogen, som kroppen ikke kan oxidere fuldstændigt. I urinen udskilles de ufuldstændigt oxiderede (og dermed energiholdige) nitrogenforbindelser som urea. Atwater kom frem til, at urinen gennemsnitligt indeholder 7.9kcal per gram nitrogen i urinen. De mest almindeligt forekommende proteiner indeholder 16% nitrogen, dvs. disse proteiners masse er 6.25 gange større end massen af nitrogenatomerne i proteinerne. Man kommer således frem til, at for hvert 1 gram optaget protein mistes 7.9kcal/6.25=1.26kcal som urea. Proteiners kalorimetriske brændværdi skal altså kompenseres ved at fratrække 1.26kcal/g.

## Generelle og specifikke fysiologiske brændværdier
Forskellige næringsstoffer har forskellige kalorimetriske brændværdier og har forskellig ADC. Et næringsstof er f.eks. glukose eller et andet specifikt kulhydrat, protein eller fedtstof. Atwater bestemte fysiologiske brændværdier for specikke næringsstoffer. Under antagelse af en "almindelig" kostsammensætning kan generelle fysiologiske brændværdier for kulhydrater, proteiner eller fedtstoffer beregnes vha. et vægtet gennemsnit. Herved fremkommer 4-9-4 kcal/g faktorerne. Vægtningen, altså antagelsen om "almindelig" kostsammensætning, er senere blevet kritiseret, da tallene i mindre grad er anvendelige på kostsammensætninger, der afviger fra "normen". I mellemtiden er netop disse faktorer (4-9-4) bl.a. i EU blevet lovmæssigt fastsat til deklarering af energiindhold på fødevarer.

### Tabel med generelle fysiologiske brændværdier
|             | Brændværdi (kalorimetrisk) | Brændværdi (kalorimestrisk kompenseret) | ADC | Brændværdi (fysiologisk) |
| ----------- | -------------------------- | --------------------------------------- | --- | ------------------------ |
| Protein     | 5.65                       | 4.40                                    | 92% | 4.05                     |
| Fedt        | 9.40                       | 9.40                                    | 95% | 8.93                     |
| Kulhydrater | 4.15                       | 4.15                                    | 97% | 4.03                     |

## Varedeklaration
I EU er det frivilligt at angive næringsdeklaration på fødevarer, men hvis den angives skal energien beregnes ud fra varens sammensætning af energigivende næringsstoffer og med følgende vedtagne brændværdier:
| Næringsstof                                       | Generelle brændværdier | Generelle brændværdier |
| ------------------------------------------------- | ---------------------- | ---------------------- |
| kulhydrat (undtagen sukkeralkoholer og kostfibre) | 17 kJ/g                | 4 kcal/g               |
| sukkeralkoholer                                   | 10 kJ/g                | 2,4 kcal/g             |
| protein                                           | 17 kJ/g                | 4 kcal/g               |
| fedt                                              | 37 kJ/g                | 9 kcal/g               |
| alkohol (ethanol)                                 | 29 kJ/g                | 7 kcal/g               |
| organisk syre                                     | 13 kJ/g                | 3 kcal/g               |
| salatrim (energireduceret fedtstof)               | 25 kJ/g                | 6 kcal/g               |